# Luzé
Luzé ist eine französische Gemeinde mit 274 Einwohnern (Stand: 1. Januar 2022) im Département Indre-et-Loire in der Region Centre-Val de Loire; sie gehört zum Arrondissement Chinon und zum Kanton Sainte-Maure-de-Touraine. Die Einwohner werden Luzéens genannt.

## Geographie
Die Gemeinde Luzé liegt am Flüsschen Bourouse im Regionalen Naturpark Loire-Anjou-Touraine, etwa 30 Kilometer südöstlich von Chinon. Nachbargemeinden von Luzé sind Verneuil-le-Château im Norden, Rilly-sur-Vienne im Norden und Nordosten, Marcilly-sur-Vienne im Nordosten, Ports-sur-Vienne im Osten, Marigny-Marmande im Süden, Braslou im Südwesten und Westen sowie Courcoué im Westen und Nordwesten.

## Bevölkerungsentwicklung
| Jahr                       | 1962 | 1968 | 1975 | 1982 | 1990 | 1999 | 2011 | 2021 |
| Einwohner                  | 414  | 396  | 347  | 323  | 273  | 263  | 260  | 262  |
| Quellen: Cassini und INSEE |      |      |      |      |      |      |      |      |

## Sehenswürdigkeiten

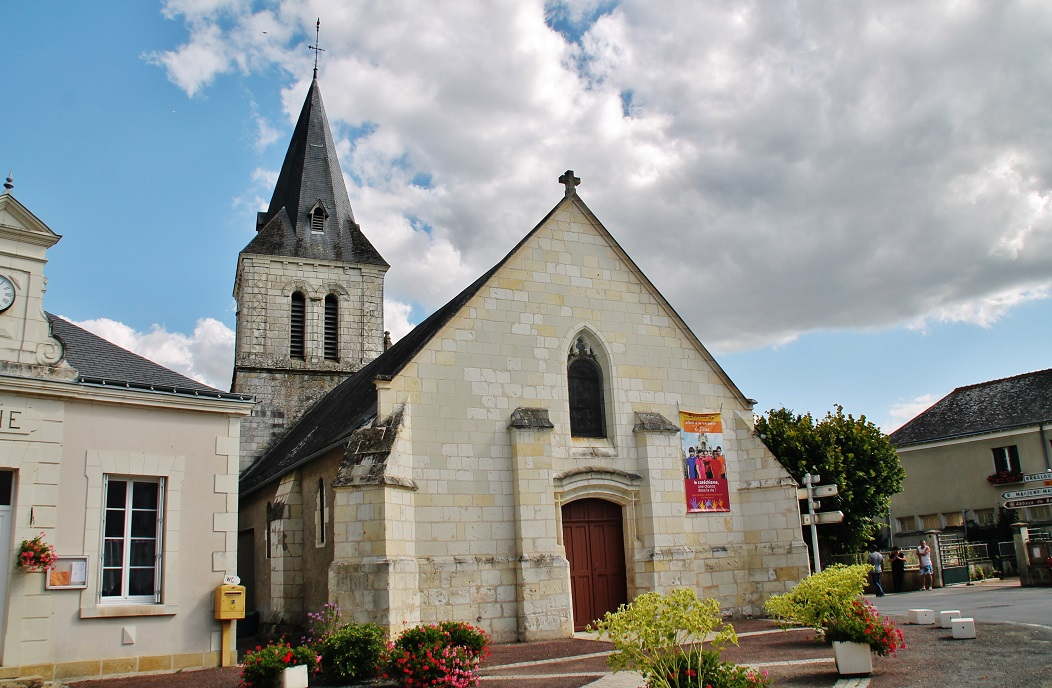
Kirche Saint-Gervais
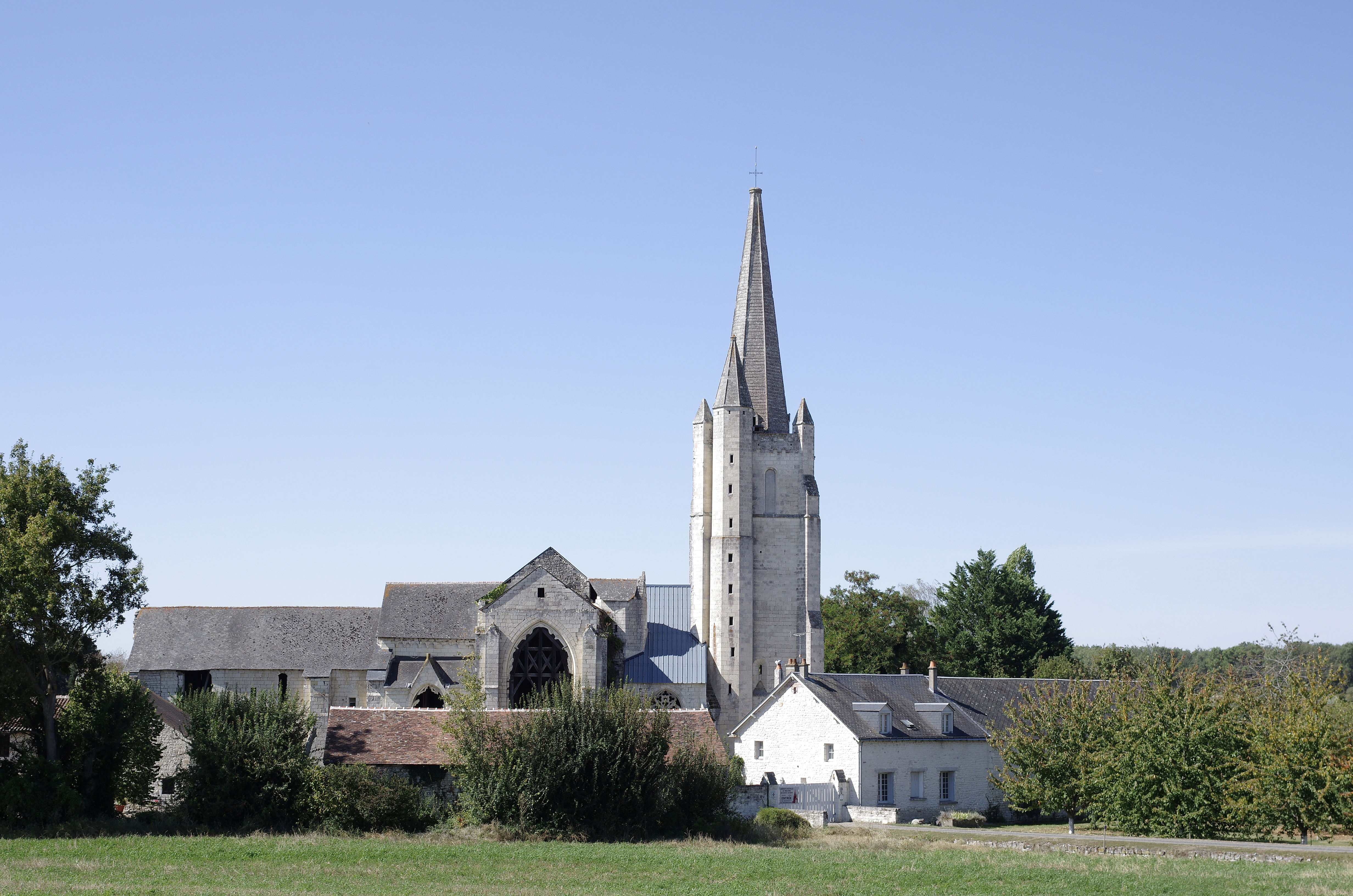
Klosterruine Saint-Michel-de-Bois-Aubry aus dem 12. Jahrhundert
- zwei Wassertürme

- Kirche Saint-Gervais
- Klosterruine Saint-Michel-de-Bois-Aubry

## Trivia
Yul Brynners sterbliche Überreste sind auf dem Friedhof von Saint-Michel-de-Bois-Aubry bestattet.